# Cserokik

A cseroki nép zászlaja

A cseroki (cherokee) észak-amerikai indián törzs, akik az európai hódítás idején a mai Egyesült Államok keleti-délkeleti részén éltek, azonban nagy részüket a szövetségi kormány az 1800-as évek elején erőszakkal a mai Oklahoma területére telepítette. Őshonos nyelvük a cseroki nyelv, és a 2000-es népszámlálás szerint több mint 300 000 fővel ez a törzs volt a legnépesebb, az USA-ban hivatalosan elismert 563 indián nemzet (törzs) közül.

## Története
A nyelvi változások alapján a cserokik legalább 3000 éve vált el a többi irokéz törzstől. A cserokik hagyományos Appalache-hegységi lakhelye jóval délebbre van, mint az Eire- és Ontario-tó környéki többi irokéz törzs területei. Az európaiak megjelenésekor ők voltak a fehérek által civilizáltnak tartott öt indián törzs egyike (a többi négy a csaktók, a kríkek, a szeminolok és a csikaszók voltak). A törzsbeli Sequoyah 1819-re megalkotta a 86 jelből álló szótagírást a cseroki nyelv számára. A Tennessee-i dokumentumok szerint a cserokik írástudása pár éven belül magasan felülmúlta az állam fehér lakosainak írástudását is. 1828-ban pedig saját újságot is indítottak, Cherokee Phoenix néven. A fehérek területi igényei miatt 1838-ban az összes cserokit, akit csak tudtak, áttelepítették Tennessee-ből 1300 kilométerre nyugatra, Oklahomába. Ez a „Könnyek ösvénye” néven vonult be a történelembe. A cserokiknak ma három csoportjuk van, túlnyomó többségük ma is a 19. századi áttelepítésük helyén, Oklahomában él, de keleten is maradt egy sokkal kisebb csoportjuk. Eleinte nem volt egységes vezetőjük, mert a klánok illetve településeknek külön szerveződtek. Később az Európaiakkal való tárgyalás miatt választottak egységesen vezetőt az egybefüggő törzsi területekhez. A cserokik napjainkra nyelvüket szinte teljesen elvesztették.

## Nevezetes cseroki származásúak
- Chuck Norris[2][3]
- Cher[4][5][6][7]
- Elvis Presley
- Jimi Hendrix
- Tommy Lee Jones[8]
- Christopher Judge
- Wes Studi

## Fordítás
- Ez a szócikk részben vagy egészben  a   Cherokee című angol Wikipédia-szócikk fordításán alapul.  Az eredeti cikk szerkesztőit annak laptörténete sorolja fel. Ez a jelzés csupán a megfogalmazás eredetét és a szerzői jogokat jelzi, nem szolgál a cikkben szereplő információk forrásmegjelöléseként.